# Rhytismataceae
Rhytismataceae es una familia de hongos en el orden Rhytismatales. Contiene 55 géneros y 728 especies.

## Géneros
Según el 2007 Outline of Ascomycota, los siguientes géneros se encuentran en Rhytismataceae. La ubicación del género  Nymanomyces es incierta.
Bifusella —
Bifusepta —
Bivallium —
Canavirgella —
Ceratophacidium —
Cerion —
Coccomyces —
Colpoma —
Criella —
Davisomycella —
Discocainia —
Duplicaria —
Duplicariella —
Elytroderma —
Hypoderma —
Hypodermella —
Hypohelion —
Isthmiella —
Lirula —
Lophodermella —
Lophodermium —
Lophomerum —
Marthamyces —
Meloderma —
Moutoniella —
Myriophacidium —
Nematococcomyces —
Neococcomyces —
Nothorhytisma —
Nymanomyces —
Parvacoccum —
Ploioderma —
Propolis —
Pureke —
Rhytisma —
Soleella —
Sporomega —
Terriera —
Therrya —
Triblidiopsis —
Virgella —
Vladracula —
Xyloschizon —
Zeus